# نوستك أبيض
نوستك أبيض (الاسم العلمي:Nostoc album) هو نوع من البكتيريا يتبع جنس النوستك من الفصيلة النوستكية.